# Vlkov, Tábor
Vlkov là một làng thuộc huyện Tábor, vùng Jihočeský, Cộng hòa Séc.